# Корчете, Луис Мануэль
Луис Мануэль Корчете Мартинес (исп. Luis Manuel Corchete Martínez; род. 14 мая 1984, Торревьеха) — испанский легкоатлет, специалист по спортивной ходьбе. Выступает за сборную Испании по лёгкой атлетике с 2002 года, серебряный и бронзовый призёр Кубка Европы в командном зачёте, победитель и призёр первенств национального значения, участник летних Олимпийских игр в Токио.

## Биография
Луис Мануэль Корчете родился 14 мая 1984 года в городе Торревьеха, автономное сообщество Валенсия.
Впервые заявил о себе в лёгкой атлетике на международном уровне в сезоне 2002 года, когда вошёл в состав испанской национальной сборной и выступил на юниорском европейском первенстве в Кингстоне, где в ходьбе на 10 000 метров закрыл десятку сильнейших.
В 2003 году на Кубке Европы по спортивной ходьбе в Чебоксарах финишировал шестым в юниорской гонке на 10 км и стал серебряным призёром командного зачёта.
В 2005 году в дисциплине 20 км занял 13-е место на молодёжном европейском первенстве в Эрфурте.
В 2007 году на Кубке Европы в Ройал-Лемингтон-Спа с личным рекордом 1:23:14 занял 19-е место в личном зачёте 20 км, при этом испанские ходоки взяли бронзу командного зачёта.
На Кубке Европы 2011 года в Ольяне стал 12-м в личном зачёте 50 км и третьим в командном.
В 2012 году на Кубке мира в Саранске показал в 50-километровой гонке 37-й результат.
На Кубке Европы 2013 года в Дудинце занял 36-е место в ходьбе на 20 км.
В 2014 году на Кубке мира в Тайцане во время прохождения дистанции 50 км был дисквалифицирован.
В 2015 году на домашнем Кубке Европы в Мурсии занял в дисциплине 50 км 16-е место.
На Кубке Европы 2017 года в Подебрадах финишировал 15-м в личном зачёте 50 км и тем самым помог своим соотечественникам стать бронзовыми призёрами командного зачёта.
В феврале 2021 года одержал победу на чемпионате Испании в Севилье, установив при этом личный рекорд в ходьбе на 50 км — 3:49:19. Выполнив олимпийский квалификационный норматив (3:50:00), удостоился права защищать честь страны на летних Олимпийских играх в Токио — в итоге в ходьбе на 50 км сошёл с дистанции, не показав никакого результата.